# Марич, Рудольф
Рудольф Марич (13 мая 1927, Нови-Сад — 26 августа 1990, Белград) — югославский шахматист, почётный гроссмейстер (1990).
В составе команды «Слога» из г. Нови-Сад участник 2-х командных чемпионатов Югославии: 1946/1947 в г. Белграде (команда заняла 2-е место) и 1947 в г. Загребе (команда заняла 3-е место).
В составе национальной сборной участник следующих соревнований:
- 3-й командный чемпионат мира среди студентов (1956) в г. Упсала. Команда Югославии завоевала бронзовые медали, Р. Марич показал лучший результат на 4-й доске.
- 3-й Кубок Митропы[нем.] (1978). Команда Югославии заняла 1-е место.

Был главным арбитром матча на первенство мира между М. Г. Чибурданидзе и Е. Б. Ахмыловской а 1986 году.

## Изменения рейтинга
| График не отображается по техническим причинам. Чтобы исправить это, воспроизведите график в новом формате, если это возможно. |

## Книги
- Schachminiaturen
- Lehrbuch des werdenden Grossmeisters
- Von Aljechin bis Spassky (в соавторстве со Светозаром Глигоричем)
- Yugoslav Chess Triumphs (в соавторстве с Петаром Трифуновичем)
- Durch die Schachwelt (в соавторстве с Бориславом Ивковым)